# Charina umbratica
Charina umbratica là một loài rắn trong họ Boidae. Loài này được Klauber mô tả khoa học đầu tiên năm 1943.